# Kaspar Ammon
Kaspar Ammon il cognome si trova anche nelle forme Amman, Ammann oppure Ammonius (Hasselt, 1450 – 1524) è stato un teologo belga.
Nato ad Hasselt, nella provincia belga del Limburgo, entrò nell'ordine agostiniano a Lauingen e nel 1477 venne inviato in Italia per approfondire gli studi. Dal 1483 al 1524 fu priore a Lauingen, dal 1500 al 1503 e dal 1515 al 1518 provinciale. 
Oltre al latino e al greco studiò l'ebraico in età avanzata, fu autore di una grammatica ebraica. Possedeva una grande biblioteca, in parte finita nel patrimonio della Biblioteca statale di Monaco. A partire dal 1521 mostrò interesse verso il movimento riformista, tramite l'umanista benedettino Veit Bild si fece procurare opere di Lutero, Melantone, Zwingli e Ecolampadio. 
Nel 1521 scrisse una dissertazione contro un'interpretazione di Thomas Murner e nel 1522 entrò in corrispondenza con Lutero. 
Pubblicamente e dal pulpito si espresse contro la bolla Exsurge Domine, l'editto di Worms e usi e strutture tradizionali della chiesa. Questo portò alla sua incarcerazione nel 1523 su decisione di Ottone Enrico del Palatinato. Venne scarcerato nel 1524 e chiese il permesso di soggiorno a Ulma che gli venne negato. 
Tradusse il Salterio.